# Michael de Leeuw
Michael de Leeuw, född 7 oktober 1986, är en nederländsk fotbollsspelare som spelar för FC Emmen i Eredivisie.